# Drymiskiano Ammoudi

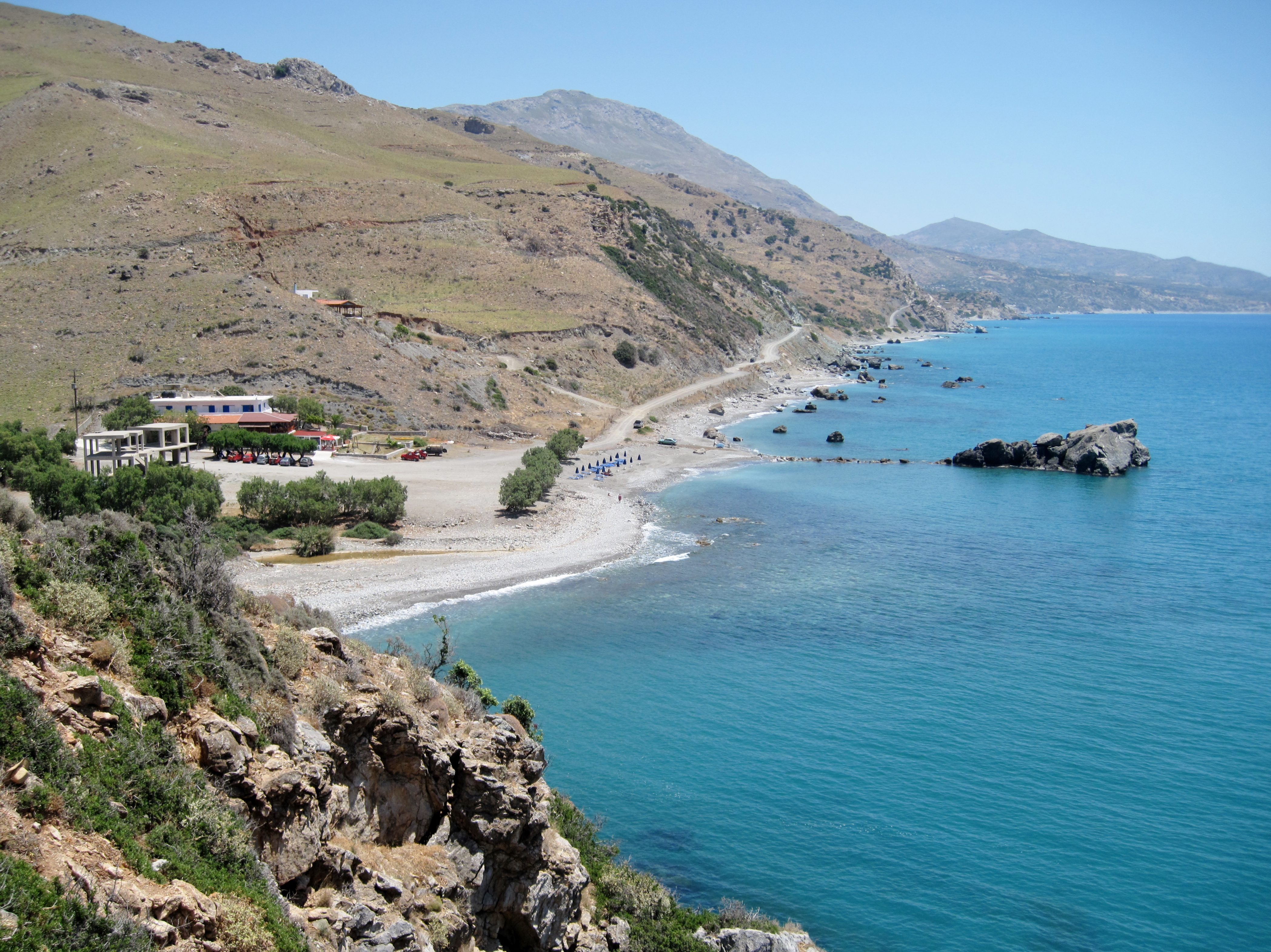
Drymiskiano Ammoudi

Drymiskiano Ammoudi (griechisch Δρυμισκιανό Αμμούδι ‚Sandstrand von Drymiskos‘) ist ein Strand an der Südküste der griechischen Mittelmeerinsel Kreta. Er liegt in der Gemeinde Agios Vasilios des Regionalbezirks Rethymno, etwa neun Kilometer südöstlich von Plakias, dem Sitz des Gemeindebezirks Finikas.

## Lage
Der Name Drymiskiano Ammoudi leitet sich von der vier Kilometer nordöstlich gelegenen nächstgelegenen Ortschaft Drymiskos (Δρύμισκος) ab, die schon zur Gemeinde Lambi gehört. Die Gemeindegrenze zwischen Finikas und Lambi verläuft unmittelbar östlich des Strandes. Drymiskiano Ammoudi liegt eingebettet in eine kleine Bucht, in der sich auch der bekannte Palmenstrand von Preveli befindet. Zu diesem führt ein Weg über die Uferfelsen etwa 300 Meter nach Westen.

## Beschreibung

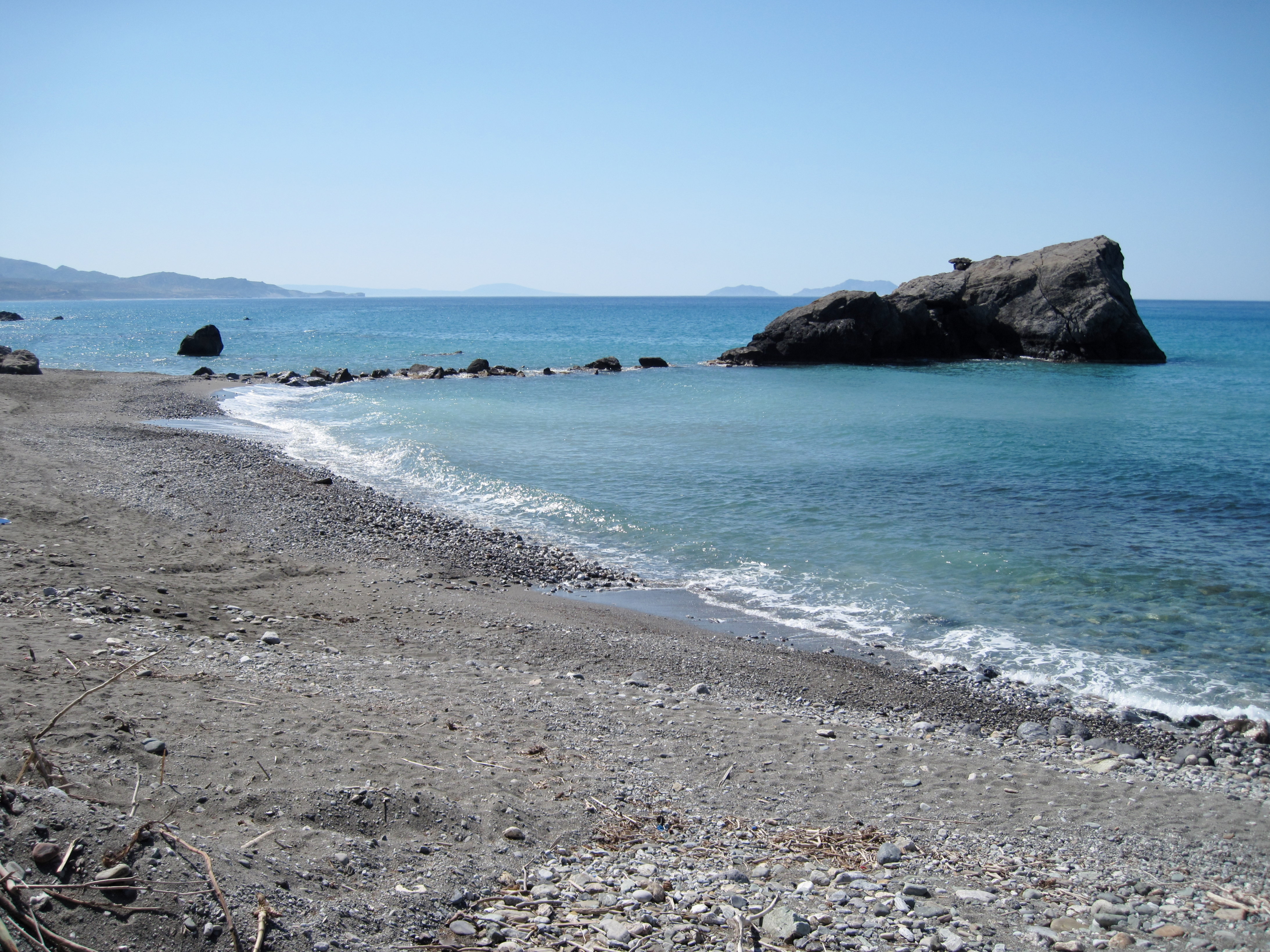
Strandbereich

Der etwa 300 Meter lange Strand von Drymiskiano Ammoudi besteht aus kleinen Kieselsteinen und ist mit größeren Steinen durchsetzt. Vor dem östlichen Strandabschnitt liegt ein markanter Felsblock im Meer, durch den der Ort schon von weitem erkennbar ist. Unmittelbar hinter dem Strand stehen einige kleine Tamarisken-Bäume, hinter denen sich ein unbefestigter Parkplatz befindet. Diesem schließen sich drei Gebäude an, von denen das mittlere seit Jahren nur als Rohbau erstellt ist. Die beiden anderen Gebäude beherbergen zwei Tavernen, deren Existenz dem nahen touristischen Anziehungspunkt des Palmenstrandes von Preveli geschuldet ist. Im Gebäude der östlichen Taverne befindet sich auch ein kleines Geschäft, das Souvenirs und Badeartikel führt.

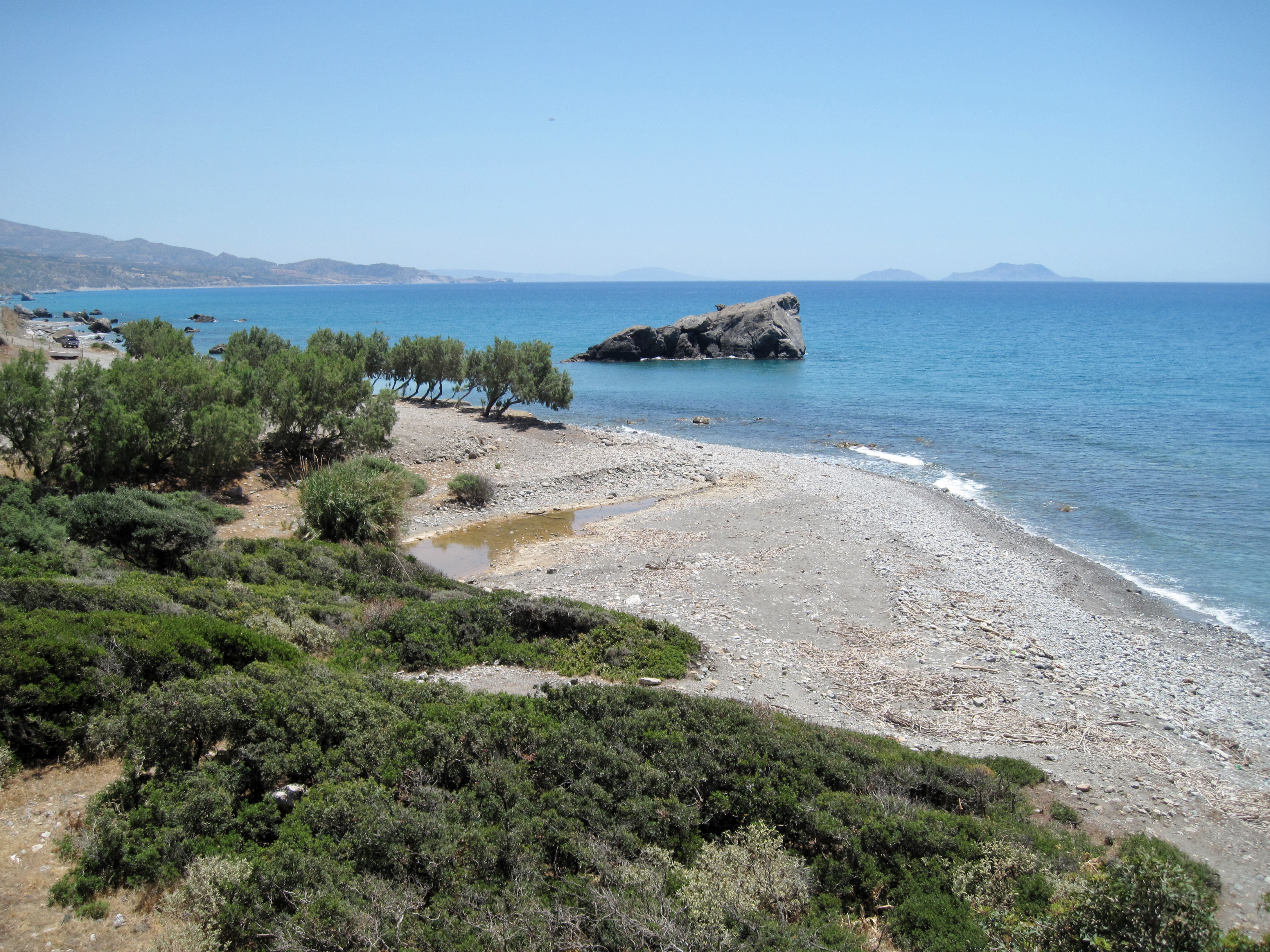
Mündung des Baches

Neben der westlichen Taverne mündet ein kleiner Bach ins Libysche Meer. Obwohl dieser nicht ständig wasserführend ist, im Sommer meist trocken liegt, sind seine Ufer am Mündungsbereich mit üppiger Vegetation bestanden. Unter den Gewächsen befindet sich auch in wenigen Exemplaren die Kretische Dattelpalme, durch die der benachbarte Palmenstrand von Preveli seine Bekanntheit erlangte. Der Weg zu diesem beginnt hinter zwei Brücken über den Bach an der Westseite von Drymiskiano Ammoudi. Während am Palmenstrand von Preveli der Verleih von Liegen und Sonnenschirmen inzwischen nicht mehr gestattet ist, werden diese am Strand von Drymiskiano Ammoudi in geringer Zahl angeboten.

## Zugang
Zu erreichen ist Drymiskiano Ammoudi über eine ausgeschilderte, seit 2020 asphaltierte Zufahrtsstraße, die an der Alten oder auch Großen Brücke über den Megalopotamos von der Straße zwischen Asomatos und dem Kloster Preveli nach Osten abzweigt. Die ungefähr vier Kilometer lange Zufahrtsstraße windet sich durch kleine Schluchten bis zum Strand. Dabei wird zunächst ein Zufluss des Megalopotamos überquert, dann der linksseitige Abzweig nach Drymiskos passiert, um schließlich dem Bachlauf zu folgen, der bei Drymiskiano Ammoudi ins Mittelmeer mündet. An der Küste führt die asphaltierte Straße weiter in Richtung Osten zum Strand Agia Irini und nach Kerames (Κεραμές).

## Belege
Giorgis N. Petrakis: Plakias. Selena Verlag, Iraklio 2006, ISBN 960-88782-3-3, S. 52